# Augusta de Montléart
Augusta de Montléart (1823-1885) foi uma aristocrata, intelectual, artista e grande benfeitora.
Era a filha mais nova do Príncipe Jules de Montléart e da Princesa Maria Cristina da Saxónia (1770-1851). 

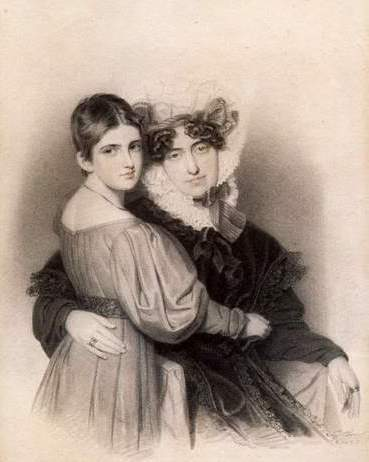
Presumível retrato de Maria Cristina Albertina de Saxe-Curlândia com uma filha, possivelmente Augusta de Montléart

Augusta de Montléart viveu na Áustria, na França, em Itália, em Portugal e na Polónia.
Autora da Capela de Carlos Alberto, no Porto, Augusta de Montléart ficou conhecida na Polónia como "Princesa dos Camponeses", devido a ter dedicado os últimos anos da sua vida somente à caridade. Uma das pioneiras dos direitos dos animais, fundou escolas, instituiu bolsas de estudo e, no seu próprio palácio, montou um hospital para os mais pobres. Morreu em circunstâncias trágicas e misteriosas na sua propriedade, situada nos arredores de Myslenice. Não casou e não deixou filhos.